# Сезон ФК «Дніпро» (Дніпропетровськ) 2012—2013
Сезон ФК «Дніпро» Дніпропетровськ 2012—2013 — 22-ий сезон футбольного клубу «Дніпро» у футбольних змаганнях України.

## Головні події
- 19.06.2012:У першому контрольному матчі міжсезоння «Дніпро» мінімально здолав «Олександрію».
- 22.06.2012:У другому контрольному матчі «Дніпро» також мінімально здолав «Нафтовик».
- 23.06.2012:Гравець київського «Арсенала» Майкл Одібе взятий в оренду на півроку.[1].
- 26.06.2012:В останньому контрольному матчі «Дніпра» перед зборами, був мінімально переможений «Кремінь».
- 26.06.2012:«Дніпро» вирушив на збори в Австрію.
- 30.06.2012:У першому контрольному матчі на зборах «Дніпро» мінімально здолав словацьку «Сеницю».
- 3.07.2012:У другому контрольному матчі на зборах «Дніпро» розбив утретє за два роки австрійський «Капфенберг».
- 7.07.2012:В останньому контрольному матчі на зборах «Дніпро» зіграв унічию із «Крилами Рад».
- 8.07.2012:«Дніпро» повернувся з Австрії.
- 13.07.2012:Гравець київського «Динамо» Олександр Алієв взятий в оренду на півроку.[2].
- 15.07.2012:У першому домашньому матчі «Дніпро» переграв «Таврію».
- 22.07.2012:У 50-у матчі під орудою Хуанде Рамоса «Дніпро» розбив «Металург» у Запоріжжі.
- 25.07.2012:Стартував Чемпіонат України U-19.
- 29.07.2012:У матчі 3-го туру «Дніпро» переміг донецький «Металург» на «Дніпро-Арені» 2:0.
- 5.08.2012:У матчі 4-го туру «Дніпро» не зміг втримати перемогу у матчі проти київського «Арсенала».
- 10.08.2012:Проведено жеребкування матчів плей-оф Ліги Європи. «Дніпро» зустрінеться із чемпіоном Чехії «Слованом» із Ліберця.
- 11.08.2012:У матчі 5-го туру «Дніпро» розтрощив «Говерлу» на «Дніпро-Арені» 4:1.
- 18.08.2012:У матчі 6-го туру «Дніпро» у Дніпропетровському дербі не зміг подолати «Кривбас».
- 23.08.2012:«Дніпро» втратив перемогу у матчі зі «Слованом» 2:2.
- 29.08.2012:У матчі 7-го туру «Дніпро» переміг луцьку «Волинь» на «Дніпро-Арені» 2:1.
- 30.08.2012:У матчі-відповіді раунду плей-оф Ліги Європи «Дніпро» переміг «Слован» 4:2 і вийшов до групового етапу вперше за 7 років.
- 31.08.2012:Проведено жеребкування групового раунду Ліги Європи. «Дніпро» зустрінеться із голландським «ПСВ», італійським «Наполі» та шведським «АІКом».
- 31.08.2012:В останній день трансферного вікна «Дніпро» заявиви одразу трьох футболістів: Євгена Селезньова, Джабу Канкаву та Артема Федецького.[3].
- 31.08.2012:У матчі 8-го туру «Дніпро» втратив перемогу у Полтаві у грі з «Ворсклою» 2:2.
- 5.09.2012:Проведено жеребкування 1/16 фіналу Кубка України. «Дніпро» зустрінеться із ялтинською «Жемчужиною».
- 15.09.2012:У матчі 9-го туру «Дніпро» мінімально переміг «Чорноморець» на «Дніпро-Арені» 1:0.
- 20.09.2012:«Дніпро» впевнено стартував у дебютній для себе Лізі Європи. На «Дніпро-Арені» був битий голландський «ПСВ» 2:0.
- 23.09.2012:У 1/16 фіналу Кубка України «Дніпро» переміг ялтинську «Жемчужину» з рахунком 1:0.
- 26.09.2012:Проведено жеребкування 1/8 фіналу Кубка України. «Дніпро» зустрінеться на «Дніпро-Арені» з «Іллічівцем».
- 28.09.2012:У матчі 10-го туру «Дніпро» мінімально програв «Шахтарю» завдяки посередньому суддівству.
- 4.10.2012:Двічі програючи по ходу матчу «Дніпро» зумів вирвати перемогу у Лізі Європи на виїзді проти «АІКа» 3:2.
- 7.10.2012:У матчі 11-го туру «Дніпро» вдома переміг «Динамо» 2:1.
- 20.10.2012:У матчі 12-го туру «Дніпро» на виїзді програв «Зорі» 2:3, порушивши при цьому регламент.
- 25.10.2012:«Дніпро» зіграв третій матч у Лізі Європи. На «Дніпро-Арені» був битий італійський «Наполі» 3:1.
- 28.10.2012:У матчі 13-го туру «Дніпро» приймав «Карпати» на «Дніпро-Арені» і переміг з рахунком 2:0.
- 31.10.2012:У 1/8 фіналу Кубка України «Дніпро» переміг «Іллічівець» на «Дніпро-Арені» з рахунком 2:0.
- 3.11.2012:«Дніпро» здобув важливу перемогу над прямим конкурентом «Металістом» у матчі 14-го туру 2:0.
- 8.11.2012:«Дніпро» програв перший матч у Лізі Європи італійському «Наполі» 2:4.
- 11.11.2012:У матчі 15-го туру «Дніпро» на виїзді зіграв унічию із «Іллічівцем» 0:0.
- 18.11.2012:У першому матчі другої половини Чемпіонату України «Дніпро» перервав безвиграшну 6-матчеву серію на виїзді, вигравши у «Таврії» 2:1.
- 22.11.2012:«Дніпро» виходить в 1/16 фіналу Ліги Європи з першого місця у групі, перегравши голландський «ПСВ» 2:1.
- 27.11.2012:У матчі 17-го туру «Дніпро» розбив «Металург» 3:0.
- 1.12.2012:У матчі 18-го туру «Дніпро» зіграв у «суху» нічию із донецьким «Металургом». Таким чином «Дніпро» йде на зимову перерву на другій позиції, обходячи «Динамо» на 1 очко, а «Металіст» - на 2 очки.
- 6.12.2012:«Дніпро» завершив на мажорній ноті виступи у 2012 році. В останньому матчі групового етапу Ліги Європи на «Дніпро-Арені» був знищений «АІК» 4:0.
- 20.12.2012:Проведено жеребкування 1/16 та 1/8 фіналу Ліги Європи. «Дніпро» зустрінеться із швейцарським «Базелем» і у разі виходу до наступного раунду зустрінеться із переможцем пари «Ліверпуль»-«Зеніт».
- 8.01.2013:Команда вийшла з зимової відпустки.[4].
- 11.01.2013:«Дніпро» відправився на перший збір до Марбельї, де пробуде до 2 лютого.

| 17.01.2013 18.00 |

| «Дніпро»   | 1 — 1    | «Ліненсе»       |
| ---------- | -------- | --------------- |
| Матеус 59' | Протокол | 82' Рафа Віллєн |

| Марбелья, Іспанія |

| 21.01.2013 17.00 |

| «Дніпро»                   | 1 — 0    | «Янг Бойз» |
| -------------------------- | -------- | ---------- |
| Євген Селезньов 39' (пен.) | Протокол |            |

| Марбелья, Іспанія |

| 24.01.2013 19.00 |

| «Дніпро»                                       | 3 — 1                           | «Рапід»             |
| ---------------------------------------------- | ------------------------------- | ------------------- |
| Віталій Мандзюк 7' Роман Зозуля 54' Матеус 71' | «Costa Del Sol Trophy» Протокол | 72' Штефан Григоріє |

| Марбелья, Іспанія |

| 27.01.2013 17.00 |

| «Дніпро»                                                            | 3 — 1                           | «Динамо»           |
| ------------------------------------------------------------------- | ------------------------------- | ------------------ |
| Євген Селезньов 35' (пен.) Роман Зозуля 70' Олександр Кобахідзе 90' | «Costa Del Sol Trophy» Протокол | 3' Павло Соломатін |

| Марбелья, Іспанія |

| 29.01.2013 17.00 |

| «Дніпро»           | 1 — 0                           | «Відеотон» |
| ------------------ | ------------------------------- | ---------- |
| Никола Калинич 42' | «Costa Del Sol Trophy» Протокол |            |

| Марбелья, Іспанія |

| 1.02.2013 17.00 |

| «Дніпро»                       | 2 — 1    | «Клуж»     |
| ------------------------------ | -------- | ---------- |
| Матеус 25' Євген Селезньов 28' | Протокол | 45' Велдон |

| Марбелья, Іспанія |

- 31.01.2013:Захисник бразильського «Васко да Гама» Дуглас підписав 5-річний контракт з «Дніпром».[5]. Також гравець «Дніпра» Самуель Інкум відданий у піврічну оренду французькій Бастії.[6].
- 2.02.2013:«Дніпро» завершив перший збір.
- 7.02.2013:«Дніпро» відправився на другий збір до Естепони.

| 9.02.2013 18.00 |

| «Дніпро»           | 1 — 0    | «Рубін» |
| ------------------ | -------- | ------- |
| Роман Зозуля 90+1' | Протокол |         |

| Марбелья, Іспанія |

| 10.02.2013 17.30 |

| «Дніпро» | 0 — 0    | «Краснодар» |
| -------- | -------- | ----------- |
|          | Протокол |             |

| Марбелья, Іспанія |

- 14.02.2013:У першому матчі 1/16 фіналу Ліги Європи «Дніпро» поступився швейцарському «Базелю» у гостях 0:2.

| 17.02.2013 17.30 |

| «Дніпро» | 0 — 2    | «Спартак»                                    |
| -------- | -------- | -------------------------------------------- |
|          | Протокол | 56' Павло Яковлєв 78' (пен.) Дмитро Комбаров |

| Марбелья, Іспанія |

- 19.02.2013:«Дніпро» завершив другий збір.
- 21.02.2013:У матчі-відповіді 1/16 фіналу Ліги Європи «Дніпро» на «Дніпро-Арені» зіграв у нічию з «Базелем» і завершив виступи у єврокубках.

| 23.02.2013 16.00 |

| «Дніпро»                            | 2 — 1    | «Зірка»             |
| ----------------------------------- | -------- | ------------------- |
| Євген Шахов 35' Артем Федецький 52' | Протокол | 41' Ярослав Галенко |

| НТБ ФК «Дніпро», Дніпропетровськ |

- 2.03.2013:У першому матчі весняної частини «Дніпро» на «Дніпро-Арені» розбив «оновлений» «Арсенал» 3:0.
- 10.03.2013:У матчі 20-го туру «Дніпро» мінімально на виїзді обіграв «Говерлу» 1:0.
- 17.03.2013:У матчі 21-го туру «Дніпро» зазнав першої очкової втрати вдома, програвши «Кривбасу» 1:2.
- 31.03.2013:У матчі 22-го туру «Дніпро» зіграв унічию у Луцьку із «Волинню» 1:1.
- 7.04.2013:У матчі 23-го туру «Дніпро» знову програв вдома, тепер «Ворсклі» 1:2.
- 12.04.2013:«Дніпро» перервав триматчеву безвиграшну серію, перемігши «Чорноморець» в Одесі 2:1.
- 17.04.2013:У рамках 1/4 фіналу Кубка України «Дніпро» переміг «Волинь» у Луцьку з рахунком 2:0.
- 19.04.2013:Відбулось жеребкування 1/2 фіналу Кубка України. «Дніпро» зустрінеться з «Чорноморцем» в Одесі.
- 21.04.2013:У матчі 25-го туру «Дніпро» зіграв унічию із «Шахтарем» 1:1.
- 27.04.2013:У матчі 26-го туру «Дніпро» програв на виїзді «Динамо» 0:2 і вибув з боротьби за друге місце.
- 3.05.2013:У матчі 27-го туру «Дніпро» зіграв унічию із «Зорею» 1:1.
- 8.05.2013:У півфіналі Кубка України «Дніпро» програв «Чорноморцю» 1:2.
- 12.05.2013:У матчі 28-го туру «Дніпро» переміг на виїзді «Карпати» 4:2.
- 19.05.2013:У матчі 29-го туру «Дніпро» програв на виїзді «Металісту» 1:2.
- 21.04.2013:В останньому матчі Чемпіонату «Дніпро» на «Дніпро-Арені» знищив «Іллічівець» 7:0.

«Дніпро» завершив Чемпіонат України на четвертій позиції, набравши 56 очок. В Кубку України команда дійшла до півфіналу. В Лізі Європи «Дніпро» вибув на стадії 1/16 фіналу.

## Склади

### Основний склад
| №               | Гравець             | Клуб (у якому грав до «Дніпра») | Дата народження   | Вік      | Ігор     | Голів    |          |
| Воротарі        | Воротарі            | Воротарі                        | Воротарі          | Воротарі | Воротарі | Воротарі | Воротарі |
| --------------- | ------------------- | ------------------------------- | ----------------- | -------- | -------- | -------- | -------- |
| 16              | Ян Лаштувка         | «Шахтар» (Донецьк)              | 7 липня 1982      | 42       | 80       | -70      |          |
| 77              | Денис Шеліхов       | «Волинь»                        | 23 червня 1989    | 35       | 2        | 1        |          |
| 91              | Ігор Варцаба        | —                               | 28 січня 1991     | 34       | 0        | 0        |          |
| Захисники       |                     |                                 |                   |          |          |          |          |
| 3               | Ондржей Мазух       | «Андерлехт»                     | 15 березня 1989   | 36       | 25       | 0        |          |
| 5               | Віталій Мандзюк     | «Динамо» (Київ)                 | 24 січня 1986     | 39       | 74       | 1        |          |
| 14              | Євген Чеберячко     | ФК «Харків»                     | 19 червня 1983    | 41       | 97       | 3        |          |
| 17              | Іван Стрініч        | «Хайдук»                        | 17 липня 1987     | 37       | 43       | 4        |          |
| 23              | Дуглас              | «Васко да Гама»                 | 4 квітня 1990     | 34       | 0        | 0        |          |
| 24              | Ерік Матуку         | «Арсенал»                       | 8 липня 1983      | 41       | 0        | 0        |          |
| 44              | Артем Федецький     | «Шахтар» (Донецьк)              | 26 квітня 1985    | 39       | 7        | 0        |          |
| Півзахисники    |                     |                                 |                   |          |          |          |          |
| 4               | Сергій Кравченко    | «Динамо» (Київ)                 | 24 квітня 1983    | 41       | 71       | 5        |          |
| 6               | Джаба Канкава       | «Кривбас»                       | 18 березня 1986   | 39       | 43       | 3        |          |
| 7               | Денис Кулаков       | «Ворскла»                       | 1 травня 1986     | 38       | 22       | 0        |          |
| 8               | Жуліано             | Інтернасьйонал                  | 31 травня 1990    | 34       | 53       | 8        |          |
| 10              | Євген Коноплянка    | —                               | 29 вересня 1989   | 35       | 103      | 20       |          |
| 11              | Денис Олійник       | «Металіст»                      | 16 червня 1987    | 37       | 33       | 8        |          |
| 19              | Олександр Кобахідзе | «Арсенал»                       | 11 лютого 1987    | 38       | 0        | 0        |          |
| 20              | Дерек Боатенг       | «Хетафе»                        | 2 травня 1985     | 39       | 23       | 2        |          |
| 28              | Євген Шахов         | «Арсенал»                       | 30 листопада 1990 | 34       | 60       | 4        |          |
| 29              | Руслан Ротань       | «Динамо» К                      | 29 жовтня 1981    | 43       | 226      | 24       |          |
| 36              | Руслан Бабенко      | —                               | 8 липня 1992      | 32       | 10       | 0        |          |
| Нападники       |                     |                                 |                   |          |          |          |          |
| 9               | Никола Калинич      | «Блекберн Роверз»               | 5 січня 1988      | 37       | 31       | 15       |          |
| 18              | Роман Зозуля        | «Динамо»                        | 17 листопада 1989 | 35       | 30       | 6        |          |
| 21              | Євген Селезньов     | «Шахтар» (Донецьк)              | 20 липня 1985     | 39       | 62       | 33       |          |
| 99              | Матеус              | Спортінг (Брага)                | 15 січня 1983     | 42       | 43       | 10       |          |
| Головний тренер |                     |                                 |                   |          |          |          |          |
|                 | Хуанде Рамос        |                                 | 25 вересня 1954   | 70       |          |          |          |
|                 |                     |                                 |                   |          |          |          |          |

### Молодіжний склад
| №               | Гравець                 | Клуб (у якому грав до «Дніпра») | Дата народження | Вік      | Ігор     | Голів    |          |
| Воротарі        | Воротарі                | Воротарі                        | Воротарі        | Воротарі | Воротарі | Воротарі | Воротарі |
| --------------- | ----------------------- | ------------------------------- | --------------- | -------- | -------- | -------- | -------- |
| 1               | Олексій Баштаненко      | —                               | 16 березня 1994 | 31       | 2        | 0        |          |
| 89              | Циганок Владислав       | —                               | 21 червня 1995  | 29       | 0        | 0        |          |
| Захисники       |                         |                                 |                 |          |          |          |          |
| 39              | Олександр Сваток        | -                               | 27 вересня 1994 | 30       | 29       | 4        |          |
| 40              | Сергій Бігус            | —                               | 30 березня 1994 | 30       | 30       | 0        |          |
| 43              | Олексій Ларін           | —                               | 4 червня 1994   | 30       | 9        | 0        |          |
| 78              | Євген Пивовар           | —                               | 13 червня 1993  | 31       | 0        | 0        |          |
| 94              | Денис Мірошніченко      | «Кривбас»                       | 11 жовтня 1994  | 30       | 0        | 0        |          |
| Півзахисники    |                         |                                 |                 |          |          |          |          |
| 27              | Олександр Васильєв      | «Динамо»                        | 27 квітня 1994  | 30       | 0        | 0        |          |
| 35              | Олексій Разуваєв        | —                               | 14 січня 1993   | 32       | 48       | 3        |          |
| 41              | Геннадій Пасіч          | —                               | 13 липня 1993   | 31       | 23       | 1        |          |
| 42              | Євген Пасіч             | —                               | 13 липня 1993   | 31       | 28       | 4        |          |
| 47              | Сергій Горбунов         | —                               | 14 березня 1994 | 31       | 8        | 1        |          |
| 49              | Іван Сондей             | —                               | 15 січня 1994   | 31       | 0        | 0        |          |
| 55              | Артем Філімонов         | —                               | 21 лютого 1994  | 31       | 13       | 0        |          |
| 69              | Дмитро Крапивний        | —                               | 19 лютого 1994  | 31       | 9        | 0        |          |
| 90              | Олександр Мігунов       | —                               | 13 квітня 1994  | 30       | 34       | 0        |          |
| 93              | Денис Балан             | «Динамо»                        | 18 серпня 1993  | 31       | 0        | 0        |          |
| 96              | Максим Третьяков        | —                               | 6 березня 1996  | 29       | 2        | 0        |          |
| Нападники       |                         |                                 |                 |          |          |          |          |
| 15              | Євген Бохашвілі         | —                               | 5 січня 1993    | 32       | 67       | 21       |          |
| 45              | Владислав Авдєєнко      | —                               | 12 вересня 1993 | 31       | 0        | 0        |          |
| 70              | Байрам Будагов          | —                               | 8 січня 1994    | 31       | 23       | 2        |          |
| 87              | Владислав Войцеховський | —                               | 19 квітня 1993  | 31       | 36       | 10       |          |
| 97              | Андрій Близниченко      | —                               | 24 липня 1994   | 30       | 12       | 3        |          |
| Головний тренер |                         |                                 |                 |          |          |          |          |
|                 | Михайленко Дмитро       |                                 | 11 жовтня 1965  | 59       |          |          |          |
|                 |                         |                                 |                 |          |          |          |          |

### Юнацький склад
| №               | Гравець             | Клуб (у якому грав до «Дніпра») | Дата народження   | Вік      | Ігор     | Голів    |          |
| Воротарі        | Воротарі            | Воротарі                        | Воротарі          | Воротарі | Воротарі | Воротарі | Воротарі |
| --------------- | ------------------- | ------------------------------- | ----------------- | -------- | -------- | -------- | -------- |
|                 | Максим Харін        | —                               | 26 серпня 1994    | 30       | 0        | 0        |          |
| Захисники       |                     |                                 |                   |          |          |          |          |
|                 | Євген Аксінін       | -                               | 5 квітня 1995     | 29       | 0        | 0        |          |
|                 | Микола Андрієвський | —                               | 31 липня 1995     | 29       | 0        | 0        |          |
|                 | Вадим Карпов        | —                               | 12 лютого 1994    | 31       | 0        | 0        |          |
|                 | Максим Лопирьонок   | —                               | 13 квітня 1995    | 29       | 0        | 0        |          |
|                 | Павло Мілєсін       | —                               | 16 березня 1994   | 31       | 0        | 0        |          |
|                 | Богдан Орєшко       | —                               | 29 серпня 1995    | 29       | 0        | 0        |          |
|                 | Віталій Слищенко    | —                               | 7 березня 1994    | 31       | 0        | 0        |          |
| Півзахисники    |                     |                                 |                   |          |          |          |          |
|                 | Денис Бондаренко    | —                               | 19 червня 1995    | 29       | 0        | 0        |          |
|                 | Микита Гаркуша      | —                               | 13 лютого 1996    | 29       | 0        | 0        |          |
|                 | Вячеслав Клименко   | —                               | 27 квітня 1993    | 31       | 0        | 0        |          |
|                 | Данило Кучук        | —                               | 22 лютого 1993    | 32       | 0        | 0        |          |
|                 | Дмитро Нагієв       | —                               | 27 листопада 1995 | 29       | 0        | 0        |          |
|                 | Владислав Образцов  | —                               | 2 вересня 1994    | 30       | 0        | 0        |          |
|                 | Іван Тарасов        | —                               | 6 липня 1994      | 30       | 0        | 0        |          |
|                 | Владислав Хлопков   | —                               | 23 липня 1995     | 29       | 0        | 0        |          |
|                 | Леонід Хомічев      | —                               | 24 вересня 1995   | 29       | 0        | 0        |          |
| Нападники       |                     |                                 |                   |          |          |          |          |
|                 | Роман Бочак         | —                               | 3 лютого 1994     | 31       | 0        | 0        |          |
|                 | Владислав Вілісов   | —                               | 19 лютого 1995    | 30       | 0        | 0        |          |
|                 | Ігор Коцюмака       | —                               | 12 березня 1995   | 30       | 0        | 0        |          |
|                 | Владислав Шишка     | —                               | 6 жовтня 1995     | 29       | 0        | 0        |          |
| Головний тренер |                     |                                 |                   |          |          |          |          |
|                 | Віктор Кузнєцов     |                                 | 11 жовтня 1965    | 59       |          |          |          |
|                 |                     |                                 |                   |          |          |          |          |

## Прем'єр-ліга

### Матчі
| 15.07.2012 19.30 «2+2» +31 |

| «Дніпро»                                                 | 3 — 1 (1 — 0)  | «Таврія»         |
| -------------------------------------------------------- | -------------- | ---------------- |
| Жуліано 2', 57' Євген Коноплянка 30' Віталій Денисов 73' | 1 тур Протокол | 87' Максим Фещук |

| «Дніпро-Арена» Глядачів: 19111 Арбітр: Сергій Бойко |

| 22.07.2012 18.00 «Футбол» +34 |

| «Металург» Запоріжжя | 0 — 4 (0 — 1)  | «Дніпро»                                                            |
| -------------------- | -------------- | ------------------------------------------------------------------- |
| Сергій Сидорчук 43'  | 2 тур Протокол | 5' Роман Зозуля 62' Жуліано 78' (пен.) Олександр Алієв 90+2' Матеус |

| «Славутич-Арена» Глядачів: 11500 Арбітр: Анатолій Абдула |

| 29.07.2012 19.30 «2+2» +32 |

| «Дніпро»                 | 2 — 0 (2 — 0)  | «Металург» Донецьк |
| ------------------------ | -------------- | ------------------ |
| Євген Коноплянка 4', 27' | 3 тур Протокол |                    |

| «Дніпро-Арена» Глядачів: 20312 Арбітр: Костянтин Труханов |

| 5.08.2012 19.30 «2+2» +30 |

| «Арсенал»                 | 1 — 1 (0 — 0)  | «Дніпро»          |
| ------------------------- | -------------- | ----------------- |
| Олександр Кобахідзе 90+2' | 4 тур Протокол | 64' (пен.) Матеус |

| «Динамо» Глядачів: 3920 Арбітр: Ярослав Козик |

| 11.08.2012 19.30 «2+2» +26 |

| «Дніпро»                                              | 4 — 1 (1 — 0)  | «Говерла»                              |
| ----------------------------------------------------- | -------------- | -------------------------------------- |
| Роман Зозуля 12', 90+3' Руслан Ротань 73' Жуліано 87' | 5 тур Протокол | 54' Єгіше Мелікян 90+2' Павло Щедраков |

| «Дніпро-Арена» Глядачів: 15626 Арбітр: Дмитро Кутаков |

| 18.08.2012 17.30 «2+2» +22 |

| «Кривбас» | 0 — 0 (0 — 0)  | «Дніпро»          |
| --------- | -------------- | ----------------- |
|           | 6 тур Протокол | 88' Ондржей Мазух |

| «Металург» Глядачів: 4925 Арбітр: Євген Арановський |

| 26.08.2011 17.30 «2+2» +32 |

| «Дніпро»                               | 2 — 1 (1 — 1)  | «Волинь»            |
| -------------------------------------- | -------------- | ------------------- |
| Никола Калинич 23' Олександр Алієв 47' | 7 тур Протокол | 20' Даніель Суботич |

| «Дніпро-Арена» Глядачів: 14436 Арбітр: Сергій Даньковський |

| 2.09.2012 16.00 «Футбол» +23 |

| «Ворскла»                       | 2 — 2 (0 — 1)  | «Дніпро»                      |
| ------------------------------- | -------------- | ----------------------------- |
| Євген Селін 80' Ахмед Янузі 83' | 8 тур Протокол | 19' Денис Олійник 53' Жуліано |

| «Ворскла» ім. Бутовського Глядачів: 8000 Арбітр: Анатолій Жабченко |

| 15.09.2012 17.30 «2+2» +23 |

| «Дніпро»            | 1 — 0 (1 — 0)  | «Чорноморець» |
| ------------------- | -------------- | ------------- |
| Євген Селезньов 15' | 9 тур Протокол |               |

| «Дніпро-Арена» Глядачів: 15078 Арбітр: Олександр Іванов |

| 28.09.2012 19.30 «Україна» +21 |

| «Шахтар»                                                 | 2 — 1 (1 — 1)   | «Дніпро»                             |
| -------------------------------------------------------- | --------------- | ------------------------------------ |
| Генріх Мхітарян 19' Дарійо Срна 80' Тарас Степаненко 89' | 10 тур Протокол | 9' Руслан Ротань 60' Євген Чеберячко |

| «Донбас Арена» Глядачів: 47487 Арбітр: Сергій Бойко |

| 7.10.2012 17.30 «2+2» +21 |

| «Дніпро»                       | 2 — 1 (1 — 0)   | «Динамо»           |
| ------------------------------ | --------------- | ------------------ |
| Євген Селезньов 12' Матеус 83' | 11 тур Протокол | 90+4' Мігел Велозу |

| «Дніпро-Арена» Глядачів: 30093 Арбітр: Юрій Мосейчук |

| 20.10.2012 17.00 «Футбол» +18 |

| «Зоря»                                          | 3 — 0 (0 — 0)   | «Дніпро»                  |
| ----------------------------------------------- | --------------- | ------------------------- |
| Даніло 26' Олександр Грицай 50' Лакі Ідахор 64' | 12 тур Протокол | 43', 90+4' Никола Калинич |

| «Авангард» Глядачів: 15000 Арбітр: Сергій Даньковський |

| 28.10.2012 15.30 «2+2» +16 |

| «Дніпро»                                     | 2 — 0 (2 — 0)   | «Карпати» |
| -------------------------------------------- | --------------- | --------- |
| Євген Селезньов 30' (пен.) Майкл Одібе 45+2' | 13 тур Протокол |           |

| «Дніпро-Арена» Глядачів: 12640 Арбітр: Ярослав Козик |

| 3.11.2012 19.30 «2+2» +10 |

| «Дніпро»                      | 2 — 0 (0 — 0)   | «Металіст»     |
| ----------------------------- | --------------- | -------------- |
| Руслан Ротань 51' Жуліано 67' | 14 тур Протокол | 90+8' Вільягра |

| «Дніпро-Арена» Глядачів: 28219 Арбітр: Анатолій Жабченко |

| 11.11.2011 14.00 «Футбол» +7 |

| «Іллічівець» | 0 — 0 (0 — 0)   | «Дніпро»            |
| ------------ | --------------- | ------------------- |
|              | 15 тур Протокол | 42' Артем Федецький |

| «Іллічівець» Глядачів: 8300 Арбітр: Юрій Мосейчук |

| 18.11.2012 13.30 «Футбол» +8 |

| «Таврія»         | 1 — 2 (0 — 0)   | «Дніпро»                       |
| ---------------- | --------------- | ------------------------------ |
| Максим Фещук 61' | 16 тур Протокол | 74' Никола Калинич 80' Жуліано |

| РСК «Локомотив» Глядачів: 6200 Арбітр: Анатолій Абдула |

| 26.11.2012 21.00 «2+2» +1 |

| «Дніпро»                                     | 3 — 0 (2 — 0)   | «Металург» Запоріжжя |
| -------------------------------------------- | --------------- | -------------------- |
| Сергій Кравченко 21', 30' Никола Калинич 72' | 17 тур Протокол |                      |

| «Дніпро-Арена» Глядачів: 8180 Арбітр: Андрій Кузьмін |

| 1.12.2012 16.00 «Футбол» +12 |

| «Металург» Донецьк | 0 — 0 (0 — 0)   | «Дніпро» |
| ------------------ | --------------- | -------- |
|                    | 18 тур Протокол |          |

| «Металург» Глядачів: 2700 Арбітр: Євген Арановський |

| 2.03.2013 17.30 «2+2» +3 |

| «Дніпро»                                               | 3 — 0 (1 — 0)   | «Арсенал» |
| ------------------------------------------------------ | --------------- | --------- |
| Роман Зозуля 19' Матеус 50' (пен.) Артем Федецький 68' | 19 тур Протокол |           |

| «Дніпро-Арена» Глядачів: 12801 Арбітр: Олександр Іванов |

| 10.03.2013 13.30 «Футбол» +7 |

| «Говерла» | 0 — 1 (0 — 0)   | «Дніпро»               |
| --------- | --------------- | ---------------------- |
|           | 20 тур Протокол | 68'(а/г) Кирило Петров |

| «Авангард» Глядачів: 4150 Арбітр: Дмитро Кутаков |

| 19.03.2013 17.30 «2+2» -2 |

| «Дніпро»                           | 1 — 2 (1 — 0)   | «Кривбас»                             |
| ---------------------------------- | --------------- | ------------------------------------- |
| Джаба Канкава 33' Роман Зозуля 57' | 21 тур Протокол | 47' Олексій Антонов 80' Денис Дедечко |

| «Дніпро-Арена» Глядачів: 11493 Арбітр: Євген Арановський |

| 31.03.2013 17.30 «2+2» +3 |

| «Волинь»                                                     | 1 — 1 (1 — 1)   | «Дніпро»                 |
| ------------------------------------------------------------ | --------------- | ------------------------ |
| Ерік Бікфалві 22' (пен.) Сілвіу Ізворану 60' Ванче Шиков 70' | 22 тур Протокол | 21' Дуглас 45+2' Жуліано |

| «Авангард» Глядачів: 3800 Арбітр: Сергій Бойко |

| 6.04.2013 17/30 «2+2» +12 |

| «Дніпро»      | 1 — 2 (0 — 1)   | «Ворскла»                               |
| ------------- | --------------- | --------------------------------------- |
| Жуліано 90+1' | 23 тур Протокол | 20'(а/г) Ондржей Мазух 83' Артем Громов |

| «Дніпро-Арена» Глядачів: 14447 Арбітр: Ярослав Козик |

| 12.04.2013 19.15 «Футбол» +11 |

| «Чорноморець» | 1 — 2 (0 — 1)   | «Дніпро»                    |
| ------------- | --------------- | --------------------------- |
| Джедже 37'    | 24 тур Протокол | 53' Матеус 79' Роман Зозуля |

| «Чорноморець» Глядачів: 27163 Арбітр: Андрій Кузьмін |

| 21.04.2013 19.30 «2+2» +11 |

| «Дніпро»   | 1 — 1 (1 — 0)   | «Шахтар»               |
| ---------- | --------------- | ---------------------- |
| Матеус 13' | 25 тур Протокол | 62' (пен.) Дарійо Срна |

| «Дніпро-Арена» Глядачів: 30530 Арбітр: Юрій Можаровський |

| 27.04.2013 19.30 «2+2» +26 |

| «Динамо»               | 2 — 0 (2 — 0)   | «Дніпро» |
| ---------------------- | --------------- | -------- |
| Лукман Аруна 9', 45+1' | 26 тур Протокол |          |

| НСК «Олімпійський» Глядачів: 55219 Арбітр: Анатолій Жабченко |

| 3.05.2013 18.00 «2+2» +28 |

| «Дніпро»            | 1 — 1 (0 — 1)   | «Зоря»     |
| ------------------- | --------------- | ---------- |
| Євген Селезньов 60' | 27 тур Протокол | 28' Даніло |

| «Дніпро-Арена» Глядачів: 10020 Арбітр: Юрій Вакс |

| 12.05.2013 19.30 «2+2» +20 |

| «Карпати»                          | 2 — 4 (0 — 3)   | «Дніпро»                                                                              |
| ---------------------------------- | --------------- | ------------------------------------------------------------------------------------- |
| Дуглас 79'(а/г) Іван Мілошевіч 89' | 28 тур Протокол | 16' Сергій Кравченко 18' Євген Селезньов 28' Никола Калинич 90+2' Олександр Кобахідзе |

| «Україна» Глядачів: 0 Арбітр: Олександр Дердо |

| 19.05.2013 18.30 «2+2» +23 |

| «Металіст»          | 2 — 1 (1 — 1)   | «Дніпро»           |
| ------------------- | --------------- | ------------------ |
| Марко Девич 9', 67' | 29 тур Протокол | 2' Євген Селезньов |

| ОСК «Металіст» Глядачів: 39756 Арбітр: Юрій Можаровський |

| 26.05.2013 16.00 «2+2» +21 |

| «Дніпро»                                                                                                   | 7 — 0 (4 — 0)   | «Іллічівець» |
| --- | --------------- | ------------ |
| Роман Зозуля 5', 35', 45' Євген Селезньов 24' (пен.) Руслан Ротань 72' Євген Шахов 87' Денис Олійник 90+1' | 30 тур Протокол |              |

| «Дніпро-Арена» Глядачів: 10537 Арбітр: Іван Бондар |

### Результати
| Місце | Команда    | Загалом | Загалом | Загалом | Загалом | Загалом | Загалом | Вдома | Вдома | Вдома | Вдома | Вдома | Вдома | На виїзді | На виїзді | На виїзді | На виїзді | На виїзді | На виїзді |
| Місце | Команда    | І       | В       | Н       | П       | РМ      | О       | І     | В     | Н     | П     | РМ    | О     | І         | В         | Н         | П         | РМ        | О         |
| ----- | ---------- | ------- | ------- | ------- | ------- | ------- | ------- | ----- | ----- | ----- | ----- | ----- | ----- | --------- | --------- | --------- | --------- | --------- | --------- |
| 1     | «Шахтар»   | 30      | 25      | 4       | 1       | 82-18   | 79      | 15    | 14    | 1     | 0     | 48-7  | 43    | 15        | 11        | 3         | 1         | 34-11     | 36        |
| 2     | «Металіст» | 30      | 20      | 6       | 4       | 59-25   | 66      | 15    | 12    | 1     | 2     | 31-10 | 37    | 15        | 8         | 5         | 2         | 28-15     | 29        |
| 3     | «Динамо»   | 30      | 20      | 2       | 8       | 55-23   | 62      | 15    | 12    | 1     | 2     | 30-9  | 37    | 15        | 8         | 1         | 6         | 25-14     | 25        |
| 4     | «Дніпро»   | 30      | 16      | 8       | 6       | 54-27   | 56      | 15    | 11    | 2     | 2     | 35-10 | 35    | 15        | 5         | 6         | 4         | 19-17     | 21        |
| 5     | «Металург» | 30      | 14      | 7       | 9       | 45-35   | 49      | 15    | 8     | 5     | 2     | 28-12 | 29    | 15        | 6         | 2         | 7         | 17-23     | 20        |

### Клубна статистика

#### Загальна

##### Тур за туром
| Тур       | 1  | 2  | 3  | 4  | 5   | 6   | 7   | 8   | 9   | 10  | 11  | 12  | 13  | 14  | 15  | 16  | 17  | 18  | 19  | 20  | 21  | 22  | 23  | 24  | 25  | 26  | 27  | 28  | 29  | 30  |
| --------- | -- | -- | -- | -- | --- | --- | --- | --- | --- | --- | --- | --- | --- | --- | --- | --- | --- | --- | --- | --- | --- | --- | --- | --- | --- | --- | --- | --- | --- | --- |
| Поле      | Д  | В  | Д  | В  | Д   | В   | Д   | В   | Д   | В   | Д   | В   | Д   | Д   | В   | В   | Д   | В   | Д   | В   | Д   | В   | Д   | В   | Д   | В   | Д   | В   | В   | Д   |
| I тайм    | В  | В  | В  | Н  | В   | Н   | Н   | В   | В   | Н   | В   | Н   | В   | Н   | Н   | Н   | В   | Н   | В   | Н   | В   | Н   | П   | П   | В   | П   | П   | В   | Н   | В   |
| II тайм   | В  | В  | Н  | Н  | В   | Н   | В   | П   | Н   | П   | Н   | П   | Н   | В   | Н   | В   | В   | Н   | В   | В   | П   | Н   | Н   | В   | П   | Н   | В   | П   | П   | В   |
| Підсумок  | В  | В  | В  | Н  | В   | Н   | В   | Н   | В   | П   | В   | П   | В   | В   | Н   | В   | В   | Н   | В   | В   | П   | Н   | П   | В   | Н   | П   | Н   | В   | П   | В   |
| Очок      | 3  | 6  | 9  | 10 | 13  | 14  | 17  | 18  | 21  | 21  | 24  | 24  | 27  | 30  | 31  | 34  | 37  | 38  | 41  | 44  | 44  | 45  | 45  | 48  | 49  | 49  | 50  | 53  | 53  | 56  |
| Місце     | 2  | 2  | 2  | 3  | 3   | 3   | 3   | 2   | 2   | 3   | 2   | 2   | 2   | 2   | 2   | 2   | 2   | 2   | 2   | 2   | 4   | 4   | 4   | 4   | 4   | 4   | 4   | 4   | 4   | 4   |
| Забиті    | 3  | 7  | 9  | 10 | 14  | 14  | 16  | 18  | 19  | 20  | 22  | 22  | 24  | 26  | 26  | 28  | 31  | 31  | 34  | 35  | 36  | 37  | 38  | 40  | 41  | 41  | 42  | 46  | 47  | 54  |
| Пропущені | 1  | 1  | 1  | 2  | 3   | 3   | 4   | 6   | 6   | 8   | 9   | 12  | 12  | 12  | 12  | 13  | 13  | 13  | 13  | 13  | 15  | 16  | 18  | 19  | 20  | 22  | 23  | 25  | 27  | 27  |
| Різниця   | +2 | +6 | +8 | +8 | +11 | +11 | +12 | +12 | +13 | +12 | +13 | +10 | +12 | +14 | +14 | +15 | +18 | +18 | +21 | +22 | +21 | +21 | +20 | +21 | +21 | +19 | +19 | +21 | +20 | +27 |

##### Матчі
|          | Матчі | Відсоток | Забиті голи | За матч | Пропущені голи | За матч | Сухі ворота | Відсоток | Незабивні матчі | Відсоток |
| -------- | ----- | -------- | ----------- | ------- | -------------- | ------- | ----------- | -------- | --------------- | -------- |
| Всього   | 30    | 100%     | 54          | 1,8     | 27             | 0,9     | 12          | 40%      | 5               | 16,7%    |
| Перемоги | 16    | 53,3%    | 44          | 2,75    | 9              | 0,56    | 9           | 56,25%   | 0               | 0%       |
| Нічиї    | 8     | 26,7%    | 7           | 0,87    | 7              | 0,87    | 3           | 37,5%    | 3               | 37,5%    |
| Поразки  | 6     | 20%      | 3           | 0,5     | 11             | 2,33    | 0           | 0%       | 1               | 33,3%    |

##### Голи
|           | 1-15                                                | 16-30                                                                 | 31-45+                | 46-60                                   | 61-75                                                     | 76-90+                                                          |
| --------- | --------------------------------------------------- | --------------------------------------------------------------------- | --------------------- | --------------------------------------- | --------------------------------------------------------- | --------------------------------------------------------------- |
| Забиті    | Гол · Гол · Гол · Гол · Гол · Гол · Гол · Гол · Гол | Гол · Гол · Гол · Гол · Гол · Гол · Гол · Гол · Гол · Гол · Гол · Гол | Гол · Гол · Гол · Гол | Гол · Гол · Гол · Гол · Гол · Гол · Гол | Гол · Гол · Гол · Гол · Гол · Гол · Гол · Гол · Гол · Гол | Гол · Гол · Гол · Гол · Гол · Гол · Гол · Гол · Гол · Гол · Гол |
| Пропущені | Гол · Гол                                           | Гол · Гол · Гол · Гол · Гол · Гол                                     | Гол · Гол             | Гол · Гол · Гол                         | Гол · Гол · Гол · Гол                                     | Гол · Гол · Гол · Гол · Гол · Гол · Гол · Гол · Гол · Гол       |

##### Суперники
| Команда                | Ігор | В | Н | П | Вдома | На виїзді | РМ  | Очок |
| ---------------------- | ---- | - | - | - | ----- | --------- | --- | ---- |
| «Арсенал» Київ         | 2    | 1 | 1 | 0 | 3-0   | 1-1       | 4-1 | 4    |
| «Волинь» Луцьк         | 2    | 1 | 1 | 0 | 2-1   | 1-1       | 3-2 | 4    |
| «Ворскла» Полтава      | 2    | 0 | 1 | 1 | 1-2   | 2-2       | 3-4 | 1    |
| «Говерла» Ужгород      | 2    | 2 | 0 | 0 | 4-1   | 1-0       | 5-1 | 6    |
| «Динамо» Київ          | 2    | 1 | 0 | 1 | 2-1   | 0-2       | 2-3 | 3    |
| «Зоря» Луганськ        | 2    | 0 | 1 | 1 | 1-1   | 0-3       | 1-3 | 1    |
| «Іллічівець» Маріуполь | 2    | 1 | 1 | 0 | 7-0   | 0-0       | 7-0 | 4    |
| «Карпати» Львів        | 2    | 2 | 0 | 0 | 2-0   | 4-2       | 6-2 | 6    |
| «Кривбас» Кривий Ріг   | 2    | 0 | 1 | 1 | 1-2   | 0-0       | 1-2 | 1    |
| «Металіст» Харків      | 2    | 1 | 0 | 1 | 2-0   | 1-2       | 3-2 | 3    |
| «Металург» Донецьк     | 2    | 1 | 1 | 0 | 2-0   | 0-0       | 2-0 | 4    |
| «Металург» Запоріжжя   | 2    | 2 | 0 | 0 | 3-0   | 0-4       | 7-0 | 6    |
| «Таврія» Сімферополь   | 2    | 2 | 0 | 0 | 3-1   | 2-1       | 5-2 | 6    |
| «Чорноморець» Одеса    | 2    | 2 | 0 | 0 | 1-0   | 2-1       | 3-1 | 6    |
| «Шахтар» Донецьк       | 2    | 0 | 1 | 1 | 1-1   | 1-2       | 2-3 | 1    |

##### Арбітри
| Арбітр              | Матчів | В | Н | П | Голи     | Голи     | Жовті картки | Жовті картки | Червоні картки | Червоні картки | Пенальті | Пенальті |
| Арбітр              | Матчів | В | Н | П | «Дніпро» | Суперник | «Дніпро»     | Суперник     | «Дніпро»       | Суперник       | «Дніпро» | Суперник |
| ------------------- | ------ | - | - | - | -------- | -------- | ------------ | ------------ | -------------- | -------------- | -------- | -------- |
| Анатолій Абдула     | 2      | 2 | 0 | 0 | 6        | 1        | 3            | 4            | 0              | 1              | 0        | 0        |
| Євген Арановський   | 3      | 0 | 2 | 1 | 1        | 2        | 7            | 9            | 2              | 0              | 0        | 0        |
| Сергій Бойко        | 3      | 1 | 1 | 1 | 5        | 4        | 9            | 6            | 3              | 3              | 1        | 3        |
| Іван Бондар         | 1      | 1 | 0 | 0 | 7        | 0        | 2            | 3            | 0              | 0              | 1        | 0        |
| Юрій Вакс           | 1      | 0 | 1 | 0 | 1        | 1        | 1            | 5            | 0              | 0              | 0        | 0        |
| Сергій Даньковський | 2      | 1 | 0 | 1 | 2        | 4        | 7            | 8            | 0              | 0              | 0        | 0        |
| Олександр Дердо     | 1      | 1 | 0 | 0 | 4        | 2        | 2            | 0            | 0              | 0              | 0        | 0        |
| Анатолій Жабченко   | 3      | 1 | 1 | 1 | 4        | 4        | 15           | 15           | 1              | 1              | 1        | 0        |
| Олександр Іванов    | 2      | 2 | 0 | 0 | 4        | 0        | 5            | 2            | 0              | 0              | 1        | 0        |
| Ярослав Козик       | 3      | 1 | 1 | 1 | 4        | 3        | 2            | 10           | 0              | 0              | 2        | 0        |
| Андрій Кузьмін      | 2      | 2 | 0 | 0 | 5        | 1        | 3            | 6            | 0              | 0              | 0        | 0        |
| Дмитро Кутаков      | 2      | 2 | 0 | 0 | 5        | 1        | 9            | 7            | 0              | 1              | 0        | 0        |
| Юрій Можаровський   | 2      | 0 | 1 | 1 | 2        | 3        | 7            | 6            | 0              | 0              | 0        | 1        |
| Юрій Мосейчук       | 2      | 1 | 1 | 0 | 2        | 1        | 4            | 7            | 1              | 0              | 1        | 0        |
| Костянтин Труханов  | 1      | 1 | 0 | 0 | 2        | 0        | 1            | 2            | 0              | 0              | 0        | 0        |

#### Домашня

##### Тур за туром
| Тур       | 1  | 3  | 5  | 7  | 9  | 11  | 13  | 14  | 17  | 19  | 21  | 23  | 25  | 27  | 30  |
| --------- | -- | -- | -- | -- | -- | --- | --- | --- | --- | --- | --- | --- | --- | --- | --- |
| I тайм    | В  | В  | В  | Н  | В  | В   | В   | Н   | В   | В   | В   | П   | В   | П   | В   |
| II тайм   | В  | Н  | В  | В  | Н  | Н   | Н   | В   | В   | В   | П   | Н   | П   | В   | В   |
| Підсумок  | В  | В  | В  | В  | В  | В   | В   | В   | В   | В   | П   | П   | Н   | Н   | В   |
| Очок      | 3  | 6  | 9  | 12 | 15 | 18  | 21  | 24  | 27  | 30  | 30  | 30  | 31  | 32  | 35  |
| Забиті    | 3  | 5  | 9  | 11 | 12 | 14  | 16  | 18  | 21  | 24  | 25  | 26  | 27  | 28  | 35  |
| Пропущені | 1  | 1  | 2  | 3  | 3  | 4   | 4   | 4   | 4   | 4   | 6   | 8   | 9   | 10  | 10  |
| Різниця   | +2 | +4 | +7 | +8 | +9 | +10 | +12 | +14 | +17 | +20 | +19 | +18 | +18 | +18 | +25 |

##### Матчі
|          | Матчі | Відсоток | Забиті голи | За матч | Пропущені голи | За матч | Сухі ворота | Відсоток | Незабивні матчі | Відсоток |
| -------- | ----- | -------- | ----------- | ------- | -------------- | ------- | ----------- | -------- | --------------- | -------- |
| Всього   | 15    | 100%     | 35          | 2,33    | 10             | 0,66    | 6           | 40%      | 0               | 0%       |
| Перемоги | 11    | 73,3%    | 31          | 2,4     | 4              | 0,36    | 6           | 54,54%   | 0               | 0%       |
| Нічиї    | 2     | 13,3%    | 2           | 1       | 2              | 1       | 0           | 0%       | 0               | 0%       |
| Поразки  | 2     | 13,3%    | 2           | 1       | 4              | 2       | 0           | 0%       | 0               | 0%       |

##### Голи
|           | 1-15                                    | 16-30                                         | 31-45+          | 46-60                       | 61-75                             | 76-90+                            |
| --------- | --------------------------------------- | --------------------------------------------- | --------------- | --------------------------- | --------------------------------- | --------------------------------- |
| Забиті    | Гол · Гол · Гол · Гол · Гол · Гол · Гол | Гол · Гол · Гол · Гол · Гол · Гол · Гол · Гол | Гол · Гол · Гол | Гол · Гол · Гол · Гол · Гол | Гол · Гол · Гол · Гол · Гол · Гол | Гол · Гол · Гол · Гол · Гол · Гол |
| Пропущені |                                         | Гол · Гол · Гол                               |                 | Гол · Гол                   | Гол                               | Гол · Гол · Гол · Гол             |

#### Виїзна

##### Тур за туром
| Тур       | 2  | 4  | 6  | 8  | 10 | 12 | 15 | 16 | 18 | 20 | 22 | 24 | 26 | 28 | 29 |
| --------- | -- | -- | -- | -- | -- | -- | -- | -- | -- | -- | -- | -- | -- | -- | -- |
| I тайм    | В  | Н  | Н  | В  | Н  | Н  | Н  | Н  | Н  | Н  | Н  | П  | П  | В  | Н  |
| II тайм   | В  | Н  | Н  | П  | П  | П  | Н  | В  | Н  | В  | Н  | В  | Н  | П  | П  |
| Підсумок  | В  | Н  | Н  | Н  | П  | П  | Н  | В  | Н  | В  | Н  | В  | П  | В  | П  |
| Очок      | 3  | 4  | 5  | 6  | 6  | 6  | 7  | 10 | 11 | 14 | 15 | 18 | 18 | 21 | 18 |
| Забиті    | 4  | 5  | 5  | 7  | 8  | 8  | 8  | 10 | 10 | 11 | 12 | 14 | 14 | 18 | 19 |
| Пропущені | 0  | 1  | 1  | 3  | 5  | 8  | 8  | 9  | 9  | 9  | 10 | 11 | 13 | 15 | 17 |
| Різниця   | +4 | +4 | +4 | +4 | +3 | +0 | +0 | +1 | +1 | +2 | +2 | +3 | +1 | +3 | +2 |

##### Матчі
|          | Матчі | Відсоток | Забиті голи | За матч | Пропущені голи | За матч | Сухі ворота | Відсоток | Незабивні матчі | Відсоток |
| -------- | ----- | -------- | ----------- | ------- | -------------- | ------- | ----------- | -------- | --------------- | -------- |
| Всього   | 15    | 100%     | 19          | 1,26    | 17             | 1,13    | 5           | 33,3%    | 5               | 33,3%    |
| Перемоги | 5     | 33,3%    | 13          | 2,6     | 4              | 0,8     | 2           | 40%      | 0               | 0%       |
| Нічиї    | 6     | 50%      | 4           | 0,66    | 4              | 0,66    | 3           | 50%      | 3               | 50%      |
| Поразки  | 4     | 26,6%    | 2           | 0,5     | 9              | 2,25    | 0           | 0%       | 2               | 50%      |

##### Голи
|           | 1-15            | 16-30                 | 31-45+    | 46-60     | 61-75                 | 76-90+                            |
| --------- | --------------- | --------------------- | --------- | --------- | --------------------- | --------------------------------- |
| Забиті    | Гол · Гол · Гол | Гол · Гол · Гол · Гол | Гол       | Гол · Гол | Гол · Гол · Гол · Гол | Гол · Гол · Гол · Гол · Гол       |
| Пропущені | Гол · Гол       | Гол · Гол · Гол       | Гол · Гол | Гол       | Гол · Гол · Гол       | Гол · Гол · Гол · Гол · Гол · Гол |

## Кубок України
| 23.09.2012 16.00 +25 |

| «Жемчужина» | 0 — 1 (0 — 1)        | «Дніпро»                               |
| ----------- | -------------------- | -------------------------------------- |
|             | 1/16 фіналу Протокол | 15' Никола Калинич 61' Артем Федецький |

| «Авангард» Глядачів: 3700 Арбітр: Сергій Скирда |

| 31.10.2012 18.30 «2+2» +6 |

| «Дніпро»               | 2 — 0 (0 — 0)       | «Іллічівець» |
| ---------------------- | ------------------- | ------------ |
| Матеус 50' Жуліану 75' | 1/8 фіналу Протокол |              |

| «Дніпро-Арена» Глядачів: 7651 Арбітр: Юрій Можаровський |

| 17.04.2013 17.30 «2+2» +21 |

| «Волинь» | 0 — 2 (0 — 1)       | «Дніпро»                            |
| -------- | ------------------- | ----------------------------------- |
|          | 1/4 фіналу Протокол | 45+3' Сергій Кравченко 90+4' Матеус |

| «Авангард» Глядачів: 3880 Арбітр: Костянтин Труханов |

| 8.05.2013 20.30 «Футбол» +20 |

| «Чорноморець»                     | 2 — 1 (0 — 1)       | «Дніпро»  |
| --------------------------------- | ------------------- | --------- |
| Пабло Фонтанелло 62' Леонардо 68' | 1/2 фіналу Протокол | 6' Матеус |

| «Чорноморець» Глядачів: 25123 Арбітр: Анатолій Абдула |

## Ліга Європи

### Матчі
| 23.08.2012 20.00 «2+2» +23 |

| «Слован»                                  | 2 — 2 (0 — 1)           | «Дніпро»                        |
| ----------------------------------------- | ----------------------- | ------------------------------- |
| Міхал Брезнанік 62' Лукаш Ваха 90' (пен.) | Стиковий раунд Протокол | 43' Євген Коноплянка 49' Матеус |

| «У Ніси» Глядачів: 4226 Арбітр: Пол ван Букель |

| 30.08.2012 19.00 «2+2» +16 |

| «Дніпро»                                                                      | 4 — 2 (1 — 0)           | «Слован»                             |
| ----------------------------------------------------------------------------- | ----------------------- | ------------------------------------ |
| Олександр Алієв 12' (пен.) 59' (пен.) Євген Коноплянка 76' Никола Калинич 87' | Стиковий раунд Протокол | 61' Міхал Брезнанік 72' Ренато Келіч |

| «Дніпро-Арена» Глядачів: 27076 Арбітр: Дуарте Гомеш |

| 20.09.2012 20.00 «2+2» +21 |

| «Дніпро»                            | 2 — 0 (0 — 0)                 | «ПСВ» |
| ----------------------------------- | ----------------------------- | ----- |
| Матеус 50' Атіба Хатчінсон 58'(а/г) | Груповий раунд 1 тур Протокол |       |

| «Дніпро-Арена» Глядачів: 31003 Арбітр: Мирослав Желінка |

| 4.10.2012 22.05 «2+2» +10 |

| «АІК»                                    | 2 — 3 (2 — 1)                 | «Дніпро»                                                   |
| ---------------------------------------- | ----------------------------- | ---------------------------------------------------------- |
| Хельгі Даніельссон 5' Хенок Гойтом 45+1' | Груповий раунд 2 тур Протокол | 41' Никола Калинич 74' Віталій Мандзюк 83' Євген Селезньов |

| «Росунда» Глядачів: 10091 Арбітр: Іван Кружляк |

| 25.10.2012 22.05 «2+2» +13 |

| «Дніпро»                                  | 3 — 1 (2 — 0)                 | «Наполі»                  |
| ----------------------------------------- | ----------------------------- | ------------------------- |
| Артем Федецький 2' Матеус 42' Жуліану 64' | Груповий раунд 3 тур Протокол | 75' (пен.) Едінсон Кавані |

| «Дніпро-Арена» Глядачів: 30043 Арбітр: Гусеїн Ґьочек |

| 8.11.2012 20.00 «2+2» +16 |

| «Наполі»                           | 4 — 2 (1 — 1)                 | «Дніпро»                             |
| ---------------------------------- | ----------------------------- | ------------------------------------ |
| Едінсон Кавані 7', 77', 88', 90+3' | Груповий раунд 4 тур Протокол | 34' Артем Федецький 52' Роман Зозуля |

| «Сан-Паоло» Глядачів: 18079 Арбітр: Алон Єфет |

| 22.11.2012 22.05 «2+2» +8 |

| «ПСВ»                    | 1 — 2 (1 — 1)                 | «Дніпро»                                                   |
| ------------------------ | ----------------------------- | ---------------------------------------------------------- |
| Джорджиніо Вейналдум 18' | Груповий раунд 5 тур Протокол | 24' Євген Селезньов 74' Євген Коноплянка 84' Джаба Канкава |

| «Філіпс» Глядачів: 27000 Арбітр: Карлос Ґомез |

| 6.12.2012 20.00 «2+2» +2 |

| «Дніпро»                                                             | 4 — 0 (2 — 0)                 | «АІК» |
| -------------------------------------------------------------------- | ----------------------------- | ----- |
| Никола Калинич 20' (пен.) Роман Зозуля 39', 52' Сергій Кравченко 86' | Груповий раунд 6 тур Протокол |       |

| «Дніпро-Арена» Глядачів: 20383 Арбітр: Штефан Штудер |

| 14.02.2013 22.05 «2+2» |

| «Базель»                               | 2 — 0 (1 — 0)        | «Дніпро» |
| -------------------------------------- | -------------------- | -------- |
| Валентин Штокер 23' Марко Штреллер 67' | 1/16 фіналу Протокол |          |

| «Санкт-Якоб Парк» Глядачів: 8314 Арбітр: Свейн Одвар Моен |

| 21.02.2013 20.00 «2+2» |

| «Дніпро»                   | 1 — 1 (0 — 0)        | «Базель»              |
| -------------------------- | -------------------- | --------------------- |
| Євген Селезньов 76' (пен.) | 1/16 фіналу Протокол | 81' (пен.) Фабіан Шер |

| «Дніпро-Арена» Глядачів: 26501 Арбітр: Деніз Айтекін |

### Результати
| Група F | №  | Команда                  | О  | І | В | Н | П | М+ | М- | РМ |
| ------- | -- | ------------------------ | -- | - | - | - | - | -- | -- | -- |
|         | 1. | «Дніпро» Дніпропетровськ | 15 | 6 | 5 | 0 | 1 | 16 | 8  | +8 |
|         | 2. | «Наполі» Неаполь         | 9  | 6 | 3 | 0 | 3 | 12 | 12 | 0  |
|         | 3. | «ПСВ» Ейндговен          | 7  | 6 | 2 | 1 | 3 | 8  | 7  | +1 |
|         | 4. | «АІК» Стокгольм          | 4  | 6 | 1 | 1 | 4 | 5  | 14 | -9 |

### Статистика

#### Матчі
|          | Матчі | Забиті голи | За матч | Пропущені голи | За матч | Сухі ворота | Відсоток | Незабивні матчі | Відсоток |
| -------- | ----- | ----------- | ------- | -------------- | ------- | ----------- | -------- | --------------- | -------- |
| Всього   | 10    | 23          | 2,3     | 15             | 1,5     | 2           | 20%      | 1               | 10%      |
| Перемоги | 6     | 18          | 3       | 6              | 1       | 2           | 33,3%    | 0               | 0%       |
| Нічиї    | 2     | 3           | 1,5     | 3              | 1,5     | 0           | 0%       | 0               | 0%       |
| Поразки  | 2     | 2           | 1       | 6              | 3       | 0           | 0%       | 1               | 50%      |

#### Голи
|           | 1-15      | 16-30     | 31-45+                      | 46-60                             | 61-75                       | 76-90+                      |
| --------- | --------- | --------- | --------------------------- | --------------------------------- | --------------------------- | --------------------------- |
| Забиті    | Гол · Гол | Гол · Гол | Гол · Гол · Гол · Гол · Гол | Гол · Гол · Гол · Гол · Гол · Гол | Гол · Гол · Гол             | Гол · Гол · Гол · Гол · Гол |
| Пропущені | Гол · Гол | Гол · Гол | Гол                         |                                   | Гол · Гол · Гол · Гол · Гол | Гол · Гол · Гол · Гол · Гол |

#### Суперники
| Команда           | Ігор | В | Н | П | Вдома | На виїзді | РМ  | Очок |
| ----------------- | ---- | - | - | - | ----- | --------- | --- | ---- |
| «Слован» Ліберець | 2    | 1 | 1 | 0 | 4-2   | 2-2       | 6-4 | 4    |
| «ПСВ» Ейндговен   | 2    | 2 | 0 | 0 | 2-0   | 2-1       | 4-1 | 6    |
| «АІК» Стокгольм   | 2    | 2 | 0 | 0 | 4-0   | 2-3       | 7-2 | 6    |
| «Наполі» Неаполь  | 2    | 1 | 0 | 1 | 3-1   | 2-4       | 5-5 | 3    |
| «Базель»          | 2    | 0 | 1 | 1 | 1-1   | 0-2       | 1-3 | 1    |

## Індивідуальна статистика

### Бомбардири
| №  | Футболіст           | УПЛ  | КУ | ЛЄ   | Всього |
| -- | ------------------- | ---- | -- | ---- | ------ |
| 1  | Матеус              | 6(2) | 3  | 3    | 12(2)  |
| 2  | Жуліано             | 9    | 1  | 1    | 11     |
| 2  | Роман Зозуля        | 8    |    | 3    | 11     |
| 4  | Никола Калинич      | 6    | 1  | 3(1) | 10(1)  |
| 5  | Євген Селезньов     | 7(2) |    | 3(1) | 10(3)  |
| 6  | Сергій Кравченко    | 3    | 1  | 1    | 5      |
| 6  | Євген Коноплянка    | 2    |    | 3    | 5      |
| 8  | Руслан Ротань       | 4    |    |      | 4      |
| 9  | Олександр Алієв     | 2(1) |    | 2(2) | 4(3)   |
| 10 | Артем Федецький     | 1    |    | 2    | 3      |
| 11 | Денис Олійник       | 2    |    |      | 2      |
| 12 | Віталій Денисов     | 1    |    |      | 1      |
| 12 | Майкл Одібе         | 1    |    |      | 1      |
| 12 | Віталій Мандзюк     |      |    | 1    | 1      |
| 12 | Джаба Канкава       | 1    |    |      | 1      |
| 12 | Олександр Кобахідзе | 1    |    |      | 1      |
| 12 | Євген Шахов         | 1    |    |      | 1      |

### Порушення
| №  | Футболіст        | УПЛ | УПЛ | УПЛ | КУ | КУ | КУ | ЛЄ | ЛЄ | ЛЄ | Всього | Всього | Всього |
| №  | Футболіст        |     |     | О   |    |    | О  |    |    | О  |        |        | О      |
| -- | ---------------- | --- | --- | --- | -- | -- | -- | -- | -- | -- | ------ | ------ | ------ |
| 1  | Ондржей Мазух    | 6   | 1   | 9   |    |    |    | 4  |    | 4  | 10     | 1      | 13     |
| 2  | Роман Зозуля     | 9   | 1   | 12  |    |    |    |    |    |    | 9      | 1      | 12     |
| 3  | Артем Федецький  | 4   | 1   | 7   |    | 1  | 3  | 1  |    | 1  | 5      | 2      | 11     |
| 3  | Джаба Канкава    | 6   |     | 6   | 1  |    | 1  | 1  | 1  | 4  | 8      | 1      | 11     |
| 5  | Віталій Мандзюк  | 5   | 1   | 8   |    |    |    | 2  |    | 2  | 7      | 1      | 10     |
| 5  | Руслан Ротань    | 8   |     | 8   | 1  |    | 1  | 1  |    | 1  | 10     |        | 10     |
| 7  | Євген Чеберячко  | 3   | 1   | 6   |    |    |    | 3  |    | 3  | 6      | 1      | 9      |
| 8  | Євген Коноплянка | 3   | 1   | 6   |    |    |    | 2  |    | 2  | 5      | 1      | 8      |
| 9  | Євген Селезньов  | 5   |     | 5   |    |    |    | 2  |    | 2  | 7      |        | 7      |
| 10 | Ян Лаштувка      | 6   |     | 6   |    |    |    |    |    |    | 6      |        | 6      |
| 10 | Іван Стрініч     | 4   |     | 4   |    |    |    | 2  |    | 2  | 6      |        | 6      |
| 12 | Дуглас           | 2   | 1   | 5   |    |    |    |    |    |    | 2      | 1      | 5      |
| 13 | Сергій Кравченко | 3   |     | 3   |    |    |    | 1  |    | 1  | 4      |        | 4      |
| 14 | Олександр Алієв  | 2   |     | 2   |    |    |    | 1  |    | 1  | 3      |        | 3      |
| 14 | Никола Калинич   | 3   |     | 3   |    |    |    |    |    |    | 3      |        | 3      |
| 16 | Жуліано          | 2   |     | 2   |    |    |    |    |    |    | 2      |        | 2      |
| 16 | Матеус           | 2   |     | 2   |    |    |    |    |    |    | 2      |        | 2      |
| 16 | Майкл Одібе      | 1   |     | 1   |    |    |    | 1  |    | 1  | 2      |        | 2      |
| 19 | Віталій Денисов  | 1   |     | 1   |    |    |    |    |    |    | 1      |        | 1      |

### Ігри
| №  | Гравець             | Прем'єр-ліга | Прем'єр-ліга | Кубок | Кубок | Ліга Європи | Ліга Європи | Всього | Всього |
| №  | Гравець             | Ігор         | Хв.          | Ігор  | Хв.   | Ігор        | Хв.         | Ігор   | Хв.    |
| -- | ------------------- | ------------ | ------------ | ----- | ----- | ----------- | ----------- | ------ | ------ |
| 27 | Ян Лаштувка         | 24           | 2160         | 3     | 194   | 10          | 900         | 37     | 3254   |
| 77 | Денис Шеліхов       | 4            | 360          | 2     | 166   | 0           | 0           | 6      | 526    |
| 91 | Ігор Варцаба        | 2            | 180          | 0     | 0     | 0           | 0           | 2      | 180    |
| 2  | Самуель Інкум       | 0            | 0            | 1     | 27    | 0           | 0           | 1      | 27     |
| 3  | Ондржей Мазух       | 19           | 1634         | 3     | 196   | 9           | 740         | 31     | 2570   |
| 5  | Віталій Мандзюк     | 26           | 1963         | 3     | 251   | 10          | 813         | 39     | 3027   |
| 14 | Євген Чеберячко     | 26           | 2201         | 4     | 344   | 10          | 775         | 40     | 3320   |
| 17 | Іван Стрініч        | 23           | 1822         | 3     | 270   | 9           | 754         | 35     | 2846   |
| 19 | Віталій Денисов     | 10           | 624          | 2     | 135   | 5           | 161         | 17     | 920    |
| 19 | Олександр Кобахідзе | 5            | 140          | 0     | 0     | 0           | 0           | 5      | 140    |
| 23 | Майкл Одібе         | 9            | 679          | 0     | 0     | 4           | 199         | 13     | 878    |
| 23 | Дуглас              | 8            | 650          | 2     | 180   | 1           | 52          | 11     | 882    |
| 44 | Артем Федецький     | 17           | 1243         | 2     | 74    | 6           | 292         | 25     | 1609   |
| 4  | Сергій Кравченко    | 20           | 1255         | 4     | 223   | 5           | 212         | 29     | 1690   |
| 6  | Джаба Канкава       | 17           | 893          | 3     | 209   | 5           | 257         | 25     | 1359   |
| 7  | Денис Кулаков       | 9            | 311          | 0     | 0     | 0           | 0           | 9      | 311    |
| 8  | Жуліано             | 28           | 2403         | 3     | 270   | 10          | 845         | 41     | 3518   |
| 10 | Євген Коноплянка    | 20           | 1357         | 3     | 225   | 9           | 732         | 32     | 2314   |
| 11 | Денис Олійник       | 13           | 620          | 1     | 62    | 1           | 26          | 15     | 708    |
| 20 | Дерек Боатенг       | 2            | 145          | 0     | 0     | 0           | 0           | 2      | 145    |
| 28 | Євген Шахов         | 4            | 136          | 1     | 64    | 0           | 0           | 5      | 200    |
| 29 | Руслан Ротань       | 25           | 2062         | 3     | 270   | 10          | 900         | 38     | 3232   |
| 36 | Руслан Бабенко      | 2            | 35           | 0     | 0     | 0           | 0           | 2      | 35     |
| 88 | Олександр Алієв     | 12           | 632          | 1     | 63    | 5           | 324         | 18     | 1019   |
| 9  | Никола Калинич      | 21           | 1233         | 2     | 164   | 6           | 277         | 29     | 1674   |
| 18 | Роман Зозуля        | 23           | 1556         | 2     | 166   | 9           | 631         | 34     | 2353   |
| 21 | Євген Селезньов     | 22           | 1314         | 4     | 124   | 6           | 441         | 32     | 1879   |
| 99 | Матеус              | 28           | 1829         | 4     | 253   | 9           | 534         | 41     | 2616   |

## Чемпіонат молодіжних команд

### Календар
| Тур | Команда            | Рахунок | Тур | Команда           | Рахунок                                | Тур | Команда            | Рахунок                                |
| --- | ------------------ | ------- | --- | ----------------- | -------------------------------------- | --- | ------------------ | -------------------------------------- |
| 1   | «Таврія U-21»      | 2:0     | 11  | «Динамо U-21»     | 3:2                                    | 21  | «Кривбас U-21»     | 1:0[недоступне посилання з липня 2019] |
| 2   | «Металург U-21» З  | 1:0     | 12  | «Зоря U-21»       | 3:2                                    | 22  | «Волинь U-21»      | 1:0[недоступне посилання з липня 2019] |
| 3   | «Металург U-21» Д  | 1:0     | 13  | «Карпати U-21»    | 2:3                                    | 23  | «Ворскла U-21»     | 1:1                                    |
| 4   | «Арсенал U-21»     | 1:2     | 14  | «Металіст U-21»   | 2:2                                    | 24  | «Чорноморець U-21» | 2:5[недоступне посилання з липня 2019] |
| 5   | «Говерла U-21»     | 2:2     | 15  | «Іллічівець U-21» | 1:1                                    | 25  | «Шахтар U-21»      | 1:0                                    |
| 6   | «Кривбас U-21»     | 2:2     | 16  | «Таврія U-21»     | 0:3                                    | 26  | «Динамо U-21»      | 5:0                                    |
| 7   | «Волинь U-21»      | 1:1     | 17  | «Металург U-21» З | 0:1                                    | 27  | «Зоря U-21»        | 2:1                                    |
| 8   | «Ворскла U-21»     | 2:0     | 18  | «Металург U-21» Д | 2:1                                    | 28  | «Карпати U-21»     | 3:3                                    |
| 9   | «Чорноморець U-21» | 6:0     | 19  | «Арсенал U-21»    | 3:1                                    | 29  | «Металіст U-21»    | 2:0[недоступне посилання з липня 2019] |
| 10  | «Шахтар U-21»      | 3:2     | 20  | «Говерла U-21»    | 3:0[недоступне посилання з липня 2019] | 30  | «Іллічівець U-21»  | 4:2                                    |

Примітка

Блакитним кольором виділені домашні ігри.

### Результати
| ЧУ U-21 | №  | Команда                | О  | І  | В  | Н | П  | РМ  |
| ------- | -- | ---------------------- | -- | -- | -- | - | -- | --- |
|         | 7. | «Металург-Д» Запоріжжя | 44 | 30 | 12 | 8 | 10 | +5  |
|         | 8. | «Дніпро-Д»             | 43 | 30 | 12 | 7 | 11 | +5  |
|         | 9. | «Карпати-Д»            | 41 | 30 | 12 | 5 | 13 | -14 |

## Чемпіонат України U-19

### Група Б

#### Календар
| Тур | Команда           | Рахунок | Тур | Команда           | Рахунок | Тур | Команда           | Рахунок |
| --- | ----------------- | ------- | --- | ----------------- | ------- | --- | ----------------- | ------- |
| 1   | «Металург U-19» З | 0:1     | 6   | «Зоря U-19»       | 1:0     | 11  | «Шахтар U-19»     | 0:3     |
| 2   | «Металург U-19» Д | 0:3     | 7   | «Іллічівець U-19» | 1:2     | 12  | «Металіст U-19»   | 2:4     |
| 3   | «Таврія U-19»     | 1:0     | 8   | «Металург U-19» З | 0:1     | 13  | «Зоря U-19»       | 3:1     |
| 4   | «Шахтар U-19»     | 0:1     | 9   | «Металург U-19» Д | 3:3     | 14  | «Іллічівець U-19» | 3:2     |
| 5   | «Металіст U-19»   | 1:0     | 10  | «Таврія U-19»     | 1:0     |     |                   |         |

Примітка

Блакитним кольором виділені домашні ігри.

#### Результати
| Група «Б» | №  | Команда                   | О  | І  | В | Н | П | М+ | М- | РМ  |
| --------- | -- | ------------------------- | -- | -- | - | - | - | -- | -- | --- |
|           | 1. | «Іллічівець U-19»         | 26 | 14 | 8 | 2 | 4 | 34 | 20 | +14 |
|           | 2. | «Шахтар U-19»             | 23 | 14 | 7 | 2 | 5 | 26 | 17 | +9  |
|           | 3. | «Зоря U-19»               | 22 | 14 | 6 | 4 | 4 | 24 | 21 | +3  |
|           | 5. | «Металург U-19» Донецьк   | 22 | 14 | 6 | 4 | 4 | 23 | 23 | 0   |
|           | 4. | «Металург U-19» Запоріжжя | 21 | 14 | 6 | 3 | 5 | 21 | 23 | -2  |
|           | 6. | «Дніпро U-19»             | 19 | 14 | 6 | 1 | 7 | 17 | 20 | -3  |
|           | 7. | «Металіст U-19»           | 12 | 14 | 3 | 3 | 8 | 21 | 31 | -10 |
|           | 8. | «Таврія U-19»             | 12 | 14 | 3 | 3 | 8 | 14 | 25 | -11 |

### Група 2

#### Календар
| Тур | Команда            | Рахунок                                | Тур | Команда            | Рахунок                                | Тур | Команда           | Рахунок      |
| --- | ------------------ | -------------------------------------- | --- | ------------------ | -------------------------------------- | --- | ----------------- | ------------ |
| 1   | «Таврія U-19»      | 2:0                                    | 6   | «Металург U-19» З  | 3:0[недоступне посилання з липня 2019] | 11  | «Металіст U-19»   | 2:4          |
| 2   | «Чорноморець U-19» | 4:0                                    | 7   | «Кривбас U-19»     | 1:2[недоступне посилання з липня 2019] | 12  | «Говерла U-19»    | 7:2          |
| 3   | «Волинь U-19»      | 2:1                                    | 8   | «Таврія U-19»      | 4:1[недоступне посилання з липня 2019] | 13  | «Металург U-19» З | 4:0          |
| 4   | «Металіст U-19»    | 1:1                                    | 9   | «Чорноморець U-19» | 3:2                                    | 14  | «Кривбас U-19»    | не відб. 3:0 |
| 5   | «Говерла U-19»     | 2:3[недоступне посилання з липня 2019] | 10  | «Волинь U-19»      | 4:1[недоступне посилання з липня 2019] |     |                   |              |

Примітка

Блакитним кольором виділені домашні ігри.

#### Результати
| Група «2» | №  | Команда                   | О  | І  | В  | Н | П  | РМ  |
| --------- | -- | ------------------------- | -- | -- | -- | - | -- | --- |
|           | 1. | «Таврія U-19»             | 32 | 14 | 10 | 2 | 2  | +12 |
|           | 2. | «Металург U-19» Запоріжжя | 30 | 14 | 9  | 3 | 2  | +18 |
|           | 3. | «Дніпро U-19»             | 28 | 14 | 9  | 1 | 4  | +17 |
|           | 4. | «Металіст U-19»           | 24 | 14 | 7  | 3 | 4  | +16 |
|           | 5. | «Говерла U-19»            | 16 | 14 | 5  | 1 | 8  | -19 |
|           | 6. | «Волинь U-19»             | 11 | 14 | 3  | 2 | 9  | -11 |
|           | 7. | «Чорноморець U-19»        | 10 | 14 | 3  | 1 | 10 | -15 |
|           | 8. | «Кривбас U-19»            | 9  | 14 | 2  | 3 | 9  | -18 |